# Jardan (huyện)
Huyện Jardan là một huyện thuộc tỉnh Shabwah, Yemen. Đến thời điểm năm 2003, huyện này có dân số 16270 người